# Redlica
Redlica (deutsch Marienthal) ist ein Dorf bei der Stadt Police (Pölitz) in der Woiwodschaft Westpommern in Polen. Redlica gehört zur Gmina Dobra (Landgemeinde Daber) im Powiat Policki (Pölitzer Kreis).

## Geographische Lage
Redlica liegt im östlichen Vorpommern, etwa fünf Kilometer südöstlich des Dorfes Dobra (Daber), 13 Kilometer südwestlich der Stadt Police und neun Kilometer nordwestlich von Stettin.

## Geschichte

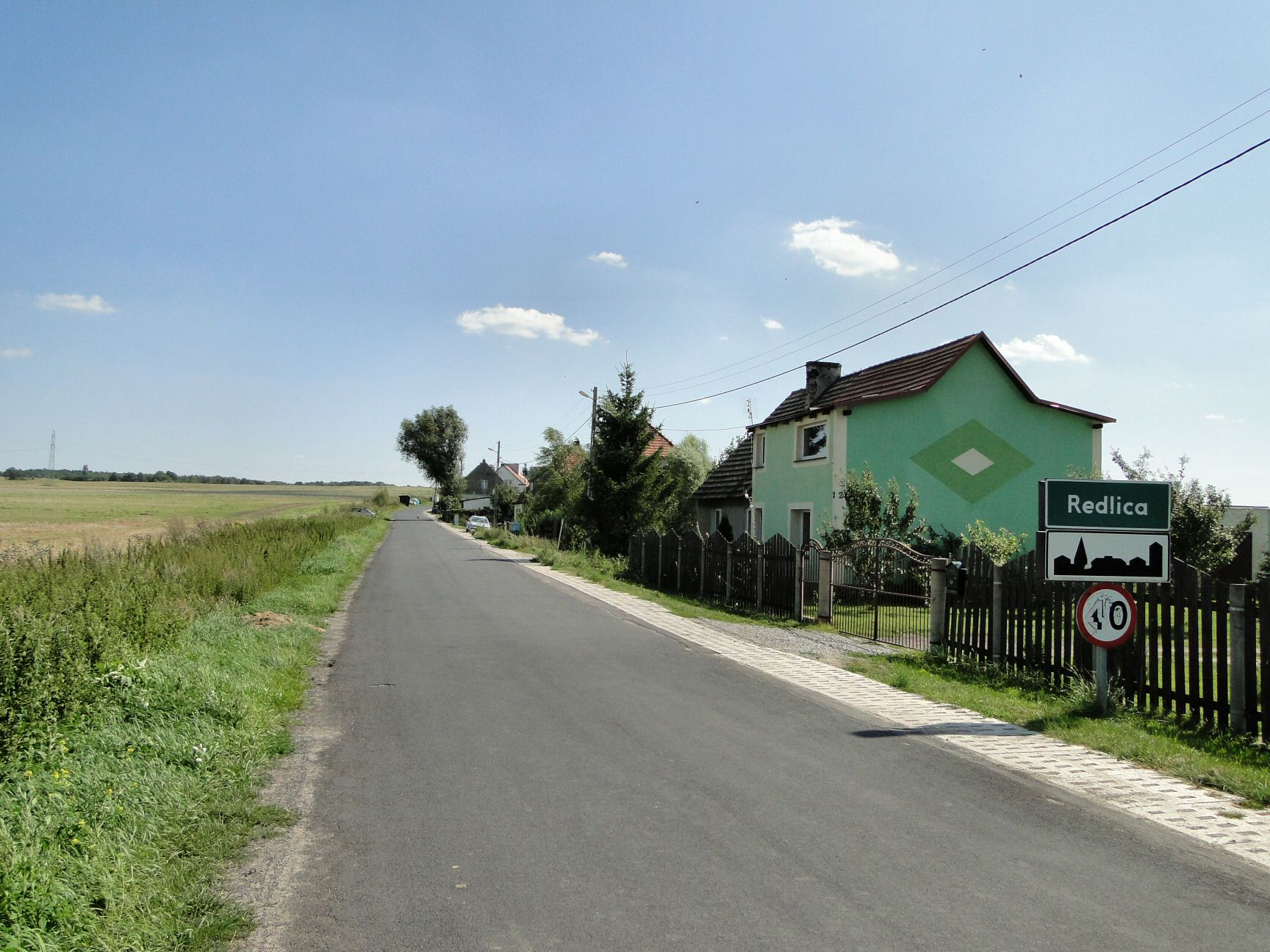
Dorfstraße

Marienthal war einst ein Vorwerk, das zum Dorf Völschendorf gehörte und dessen Eigentümer das Marienstift zu Stettin war.
Marienthal gehörte als Teil der Gemeinde Völschendorf bis 1939 zum Landkreis Randow in der Provinz Pommern. Marienthal gehörte zum Amtsbezirk Daber. Am 15. Oktober 1939 wurde Marienthal zusammen mit Völschendorf in die Stadt Stettin eingemeindet.
Nach Ende des Zweiten Weltkriegs wurde Marienthal unter polnische Verwaltung gestellt. Marienthal wurde in Redlica umbenannt. Redlica hat heute etwa 60 Einwohner.

### Verkehr
Redlica war ein Haltepunkt der Randower Bahn, die von Stobno (Stöven) (Bahnhofsbezeichnung nach 1945: Stobno Szczecińskie) nach Nowe Warpno (Neuwarp) führte.

### Religion
Die vor 1945 in Marienthal anwesende Bevölkerung gehörte mit großer Mehrheit der evangelischen Konfession an. Die Protestanten aus Marienthal gehörten zum evangelischen Kirchspiel Völschendorf; für die Katholiken war das katholische Kirchspiel Stettin zuständig.